# Chiesa di Sant'Anna (Bamberga)
La chiesa di Sant'Anna a Bamberga, fu costruita nel XIII secolo e nel XIV venne edificato un nuovo coro. A causa della secolarizzazione, questa chiesa dell'ordine francescano fu demolita. La chiesa era il luogo di sepoltura di importanti cittadini di Bamberga.

## Storia
Dall'inventario, che proviene dalla chiesa di Sant'Anna, l'altare della croce, dipinto dallo sconosciuto "maestro dell'altare di Bamberga" dal 1429, e la lastra funeraria del vescovo ausiliare Inzelerius, sono entrati in possesso del Museo Nazionale Bavarese di Monaco di Baviera (collezione Reider). Sei immagini della vita di Maria e la tomba epitaffio dei fratelli von Schnappauf sono state trasferite nella Parrocchia superiore. La Via Crucis si trova nella chiesa parrocchiale di Hallerndorf.

## Nuova Sant'Anna
Nel 1978 è stata costruita una nuova chiesa parrocchiale, consacrata nel 1979, che ha ricevuto il patronato di Sant'Anna. Ha solo il nome in comune con la storica chiesa precedente. La chiesa ha quattro campane nei toni Mi 1 (1070 kg), Sol diesis 1 (580 kg), Si 1 (328 kg) e Do diesis 2 (235 kg). Sono state fuse nel 1979 dalla fonderia di campane Rudolf Perner a Passau. La grande campana di Sant'Anna è stata fusa a Durrippe.

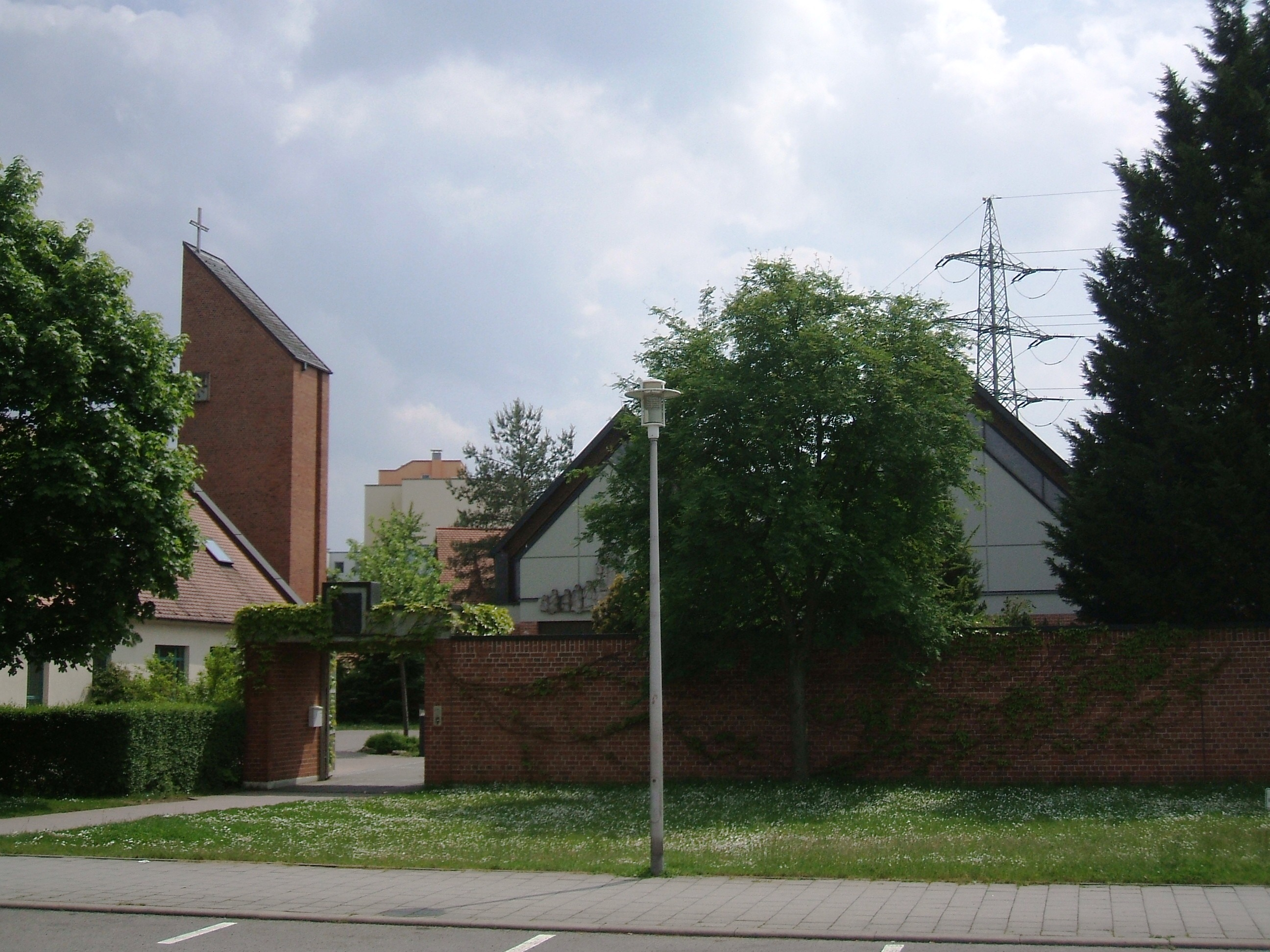
Nuova chiesa parrocchiale cattolica di Sant'Anna, Bamberga
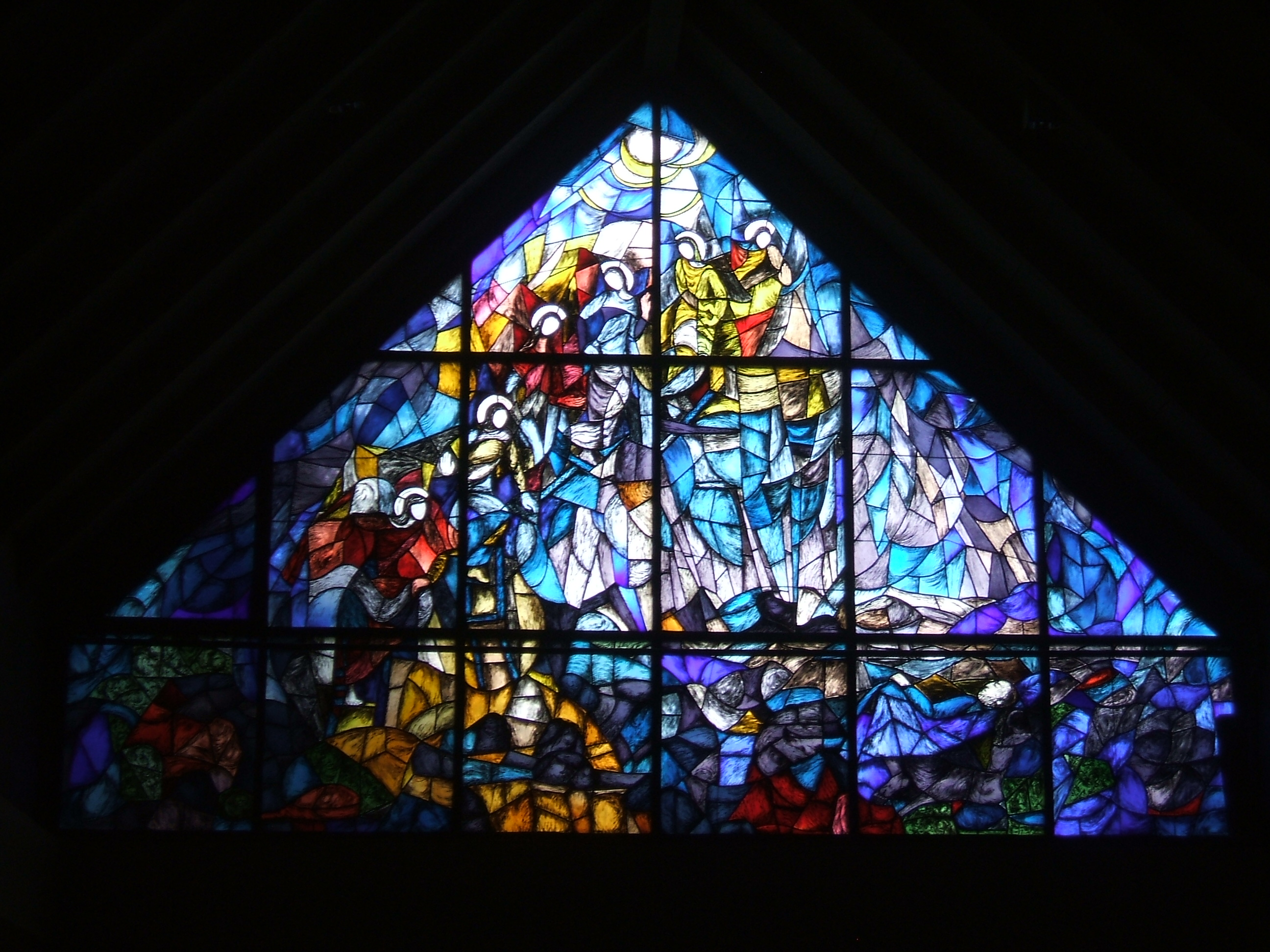
Vetrata policroma a sud-est
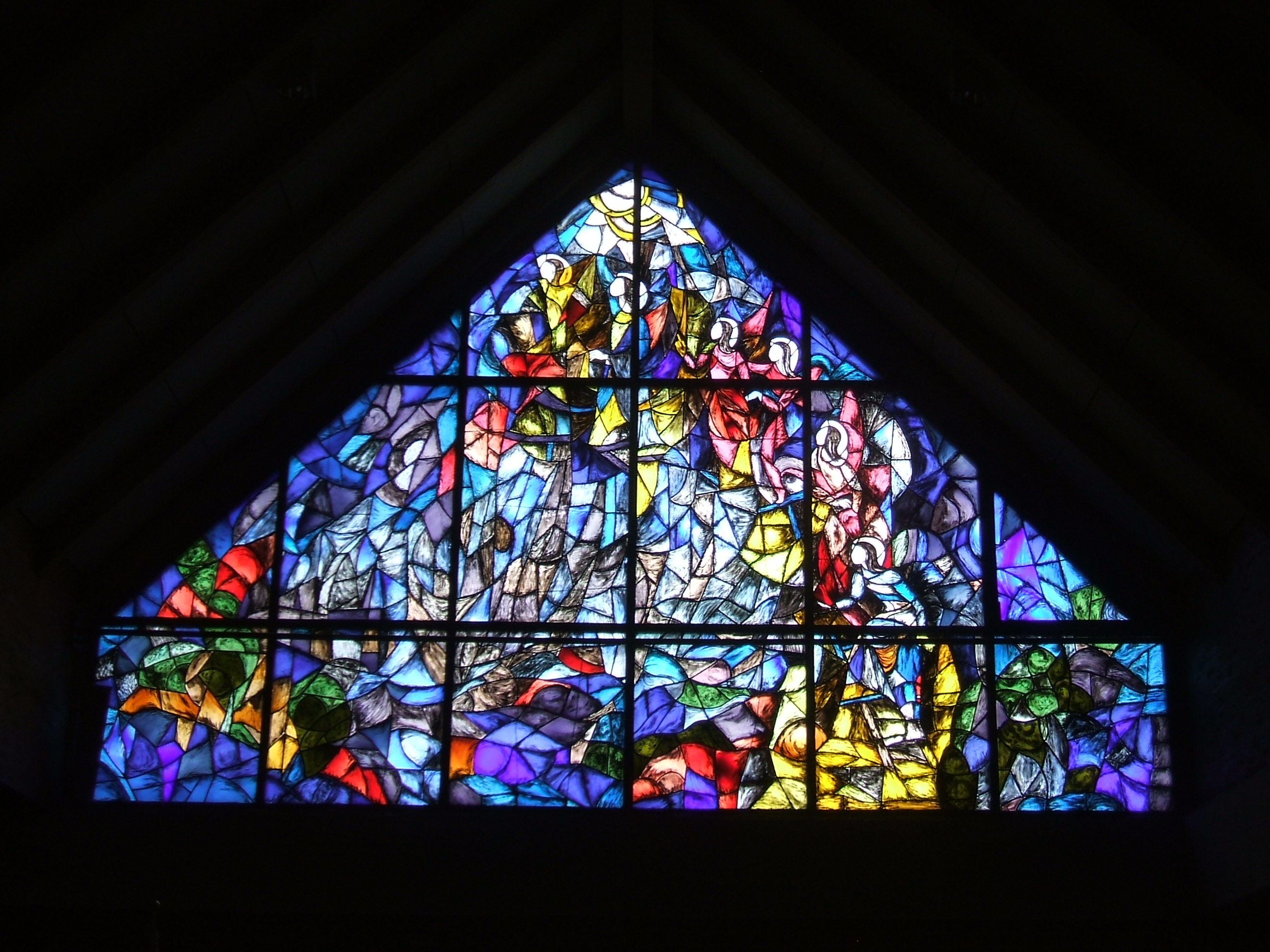
Vetrata policroma a sud-ovest